# Blue Water Cycling
Blue Water Cycling was een Deense wielerploeg. De ploeg werd in 2006 opgericht en stopte na 2009. In 2010 fuseerde de ploeg met Designa Køkken tot Designa Køkken–Blue Water. In 2012 is de ploeg echter opnieuw opgericht. 
Blue Water Cycling kwam uit in de Continentale circuits van de UCI.
In 2014 fuseerde de ploeg opnieuw, deze keer met Team TreFor.

## Bekende (oud-)renners
- Lasse Norman Hansen (2012-2013)
- Rasmus Quaade (2009, 2012)